# Jakuza
Jakuza (jap. ヤクザ, yakuza ili 極道, gokudō), japanska i međunarodna kriminalna organizacija koja potječe iz Japana. Japanski mediji i policija nazivaju ih bōryokudan (暴力団, nasilne grupe), dok jakuze sami sebe nazivaju ninkyō dantai (任侠団体, viteške organizacije). Sudjeluju u ubojstvima, iznuđivanju, ucjenama, prostituciji, trgovini narkoticima, kockanju i reketarenju mnogih restorana, barova, tvornica i slično. Preuzeli su pravila i običaje nalik samurajskim, od kojih se izdvaja yubitsume, ritualno odsjecanje prsta u znak kazne za pogrešku i propust. Osim po izuzetnoj disciplini, poznati su i po tome što tetoviraju svoja tijela.
Unatoč tome, što su jakuze jedna od najdugovječnijih i najuspješnijih kriminalnih organizacija na svijetu, broj njihovih članova je u stalnom opadanju od trenutka kada su 1990-ih japanske vlasti pokrenule sveobuhvatnu medijsku kampanju protiv njih koju je 1992. popratio zakon usmjeren na suzbijanje njihove aktivnosti. Ranih 1960-ih jakuze su brojile oko 184.000 članova, da bi taj broj do 2011. godine rapidno pao na 70.300 članova, dok je prema posljednjoj procjeni japanske Nacionalne središnjice za suzbijanje kriminalnih organizacija iz 2020. godine njihov broj pao na 29.500 članova.

## Etimologija
Riječ jakuza izvedena je iz stare japanske kartaške igre Oicho-Kabu u kojoj je cilj izvuči tri karte čiji je zbroj broj devet. Najlošije dijeljenje karata je u slučaju kada igrač izvuče slijed karata s brojevima 8, 9 i 3 (ja, ku, za na japanskom), odakle se izvodi njihovo ime. Zbog toga ih se skračeno naziva i 893.

## Ustroj organizacije
Jakuze imaju sličan familijaran ustroj kao mafija. Klanovima jakuza upravljaju šefovi s naslovom oyabun (親分) ili kumicho (組長) kao očevi, a njihovi podređeni nazivaju se kobun ("djeca"). Glavni savjetnik oyubana naziva se saiko-komon. Treći u hijerahiji je waka gashira čiji je zadatak provođenje zapovijedi oyubana, dok je shatei gashira zapovjednik kyodaija ("braće") čija je dužnost provoditi interese klana jakuza.

## Povijest jakuza
Organizacija je nastala u 17. stoljeću u Japanu, a potekla je od bakuta, kockara i tekjya, prodavača ukredene i polulegalne robe na štandovima šintoističkih festivala, koji su plaćali usluge zaštite. Upravo je taj spoj krađa, kockanja, ilegalne trgovine i zaštitarskog posla iznjedrio krimalnu organizaciju koja se s vremenom oblikovala u jakuze.
Najveći konglomerat bandi jakuza je Yamaguchi-gumi kojeg je 1915. godine osnovao Yamaguchi Harukichi, koji se razvio i uzdigao tek nakon Drugog svjetskog rata pod vodstvom Taoke Kazua. Do 1990-ih jakuze su bile zakonito registrirane kao organizacija i imale su 22 udruge zavedene u državni registar. Svoje kriminalne poslove koji su uključivali preprodaju droge, prostituciju, ilegalnu pornografiju, reket, ucjene i druge oblike kriminalnih djelatnosti, prikrivali su kroz dio zakonitog poslovanja te sudjelovanje u humanitarnim akcijama, poput pomoći žrtvama u potresu u Kōbeu 1995. i žrtvama potresa i tsunamija 2011. godine. Jakuze su kontrolirale ulični kriminal, a policija i vlast su tolerirale njihovo postojanje. Sve se promijenilo 1992. godine kada su doneseni antimafijaški zakoni u Japanu kojima su jakuze došle na udar. Usporedo s time počeo je i progon njihovih članova iz javnih kupališta (jakuze imaju tijelo prekriveno tetovažama pa ih je lako prepoznati na takvim mjestima), a kada je 2012. godine u parlamentu prošla revizija zakona usmjerena protiv organiziranog kriminala, poznatim članovima jakuza onemogućen je pristup bankama, njamu hotela, stana ili telefonske linije, što je uzrokovalo pad brojnosti članova. Već od 2009. godine počinju prva veća uhićenja, a tijekom sljedeće godine uhićeni su i najveće vođe nekih klanova, da bi 2021. godine jedan od vođa jakuza, Nomura Satoru, bio osuđen na smrtnu kaznu.

## Vanjske poveznice
- Yakuza Hrvatska enciklopedija
- Yakuza Britannica (engl.)